# Orville Hickman Browning

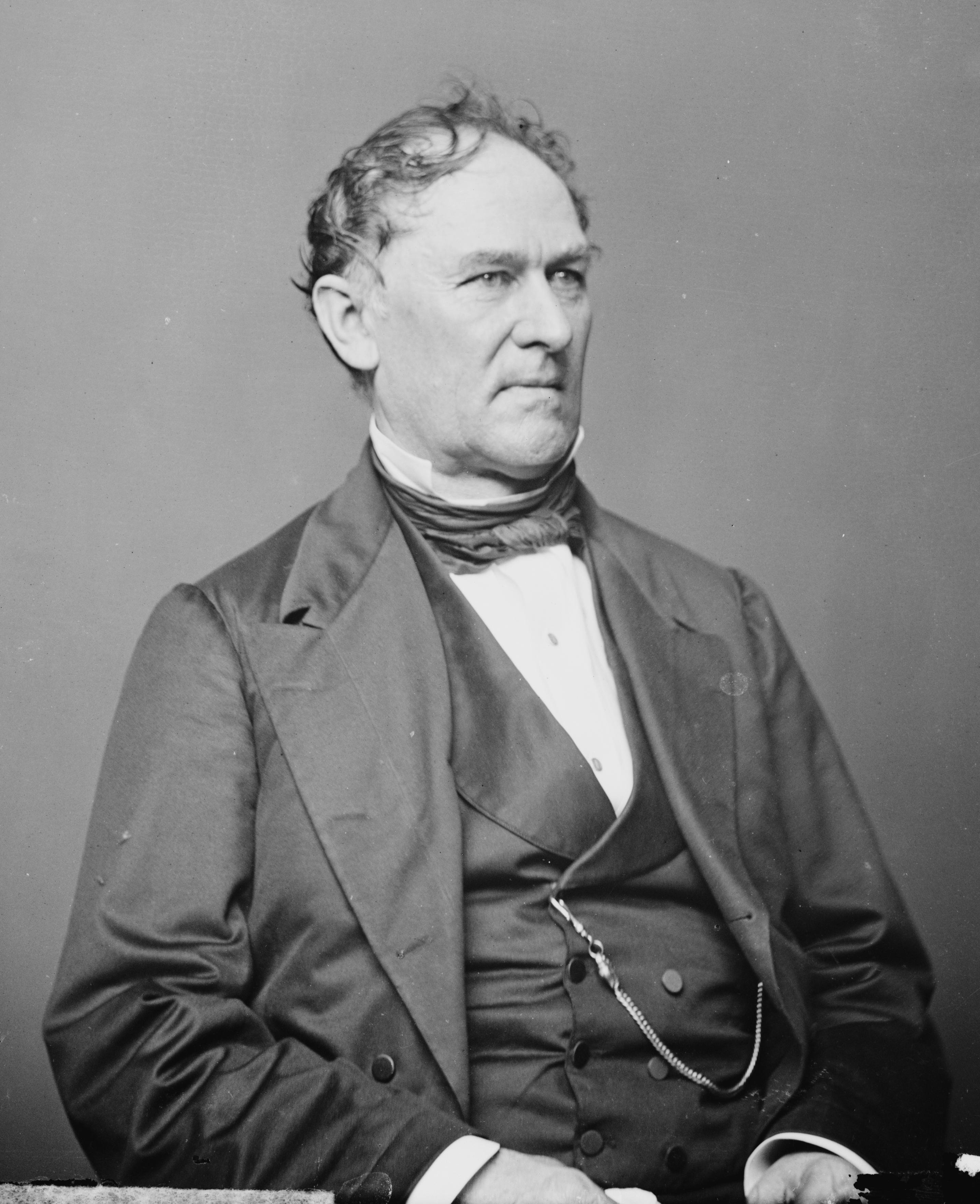
Orville Hickman Browning

Orville Hickman Browning (* 10. Februar 1806 in Cynthiana, Kentucky; † 10. August 1881 in Quincy, Illinois) war ein US-amerikanischer Politiker, der im Kabinett von US-Präsident Andrew Johnson den Posten des Innenministers bekleidete.

## Leben
Nach dem Besuch des Augusta College studierte Browning Jura und wurde 1831 in die Anwaltskammer aufgenommen. Im selben Jahr ließ er sich als Anwalt in Quincy nieder. 1832 schloss er sich einem Freiwilligenregiment aus Illinois an, das im Black-Hawk-Krieg kämpfte. Als Anwalt machte er sich 1844 einen Namen, als er erfolgreich fünf Männer verteidigte, denen der Mord an Joseph Smith, dem Gründer der Kirche Jesu Christi der Heiligen der Letzten Tage, vorgeworfen worden war.

## Politik
Politisch betätigte sich Orville Browning erstmals von 1836 bis 1843 als Mitglied des Senats von Illinois. 1850 und 1852 bewarb er sich als Whig um einen Sitz im US-Repräsentantenhaus, scheiterte aber jeweils. Als im Mai 1856 in Bloomington eine Versammlung gegen den Kansas-Nebraska Act abgehalten wurde, nahm Browning als Delegierter daran teil; bei diesem Konvent wurde das Fundament zur Gründung der Republikanischen Partei gelegt.
Browning schloss sich dann auch den Republikanern an und wurde als Mitglied dieser Partei am 26. Juni 1861 US-Senator für Illinois; er trat die Nachfolge des verstorbenen Stephen A. Douglas an. Die Wiederwahl blieb ihm versagt, sodass er am 12. Januar 1863 wieder aus dem Senat ausschied. Präsident Abraham Lincoln, zu dessen persönlichen Freunden Browning zählte, soll geplant haben, diesen als Nachfolger von Caleb Blood Smith zum Innenminister zu berufen; dazu kam es jedoch nicht.
Erst Lincolns Nachfolger Andrew Johnson holte Browning am 1. September 1866 in sein Kabinett, nachdem der vorherige Innenminister James Harlan wegen politischer Differenzen mit dem Präsidenten sein Amt niedergelegt hatte. Browning gehörte dem Kabinett bis zum Ende von Johnsons Amtszeit am 4. März 1869 an und leitete dabei für kurze Zeit auch kommissarisch das Justizministerium. Er kehrte nach Illinois zurück, wo er 1869 Delegierter zum Verfassungskonvent war und in der Folge wieder als Anwalt tätig wurde.